# Święciechów
Święciechów (deutsch Silberberg) ist ein Dorf in der Woiwodschaft Westpommern in Polen. Es liegt in der Gmina Drawno im Powiat Choszczeński.
Das Dorf bildete bis 1945 eine Landgemeinde im Kreis Arnswalde. Der Kreis lag ursprünglich in der Provinz Brandenburg und kam bei einer Gebietsreform zum 1. Oktober 1938 zur Provinz Pommern.

## Söhne und Töchter des Ortes
- August Ferdinand von Wegerer (1812–1887), preußischer Generalleutnant
- Angelika Peters (* 1946), deutsche Politikerin (SPD), ehemalige Staatssekretärin des Landes Mecklenburg-Vorpommern